# Éventration
Pour la complication chirurgicale, voir Éventration (médecine).

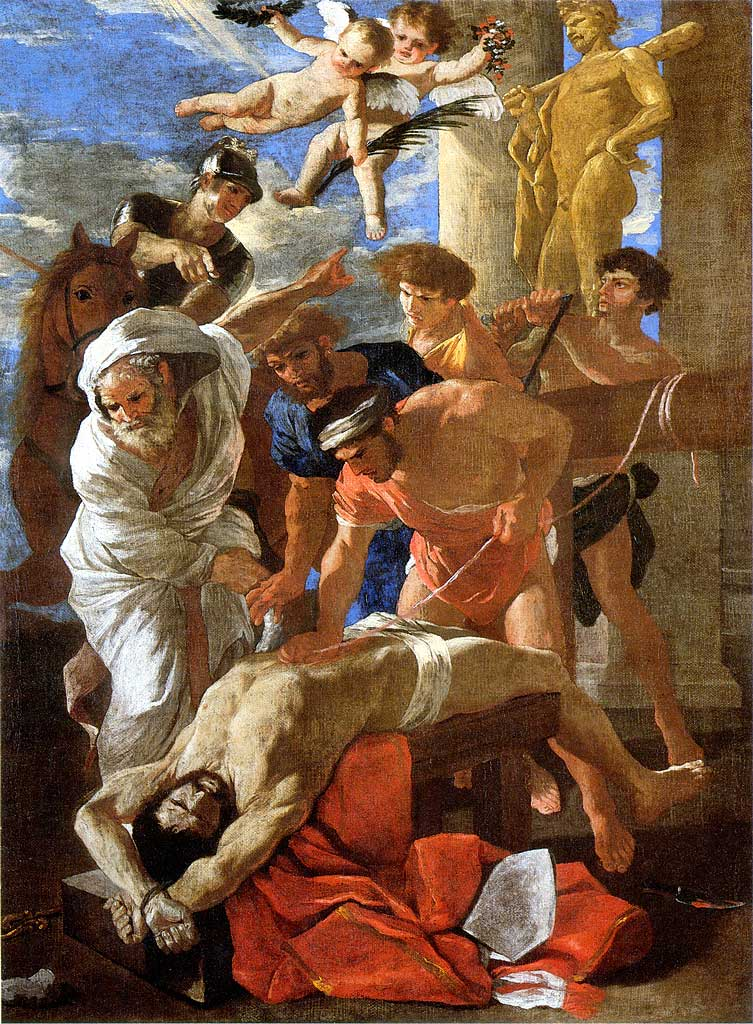
Le Martyre de saint Érasme, Nicolas Poussin (1629), musée des Beaux-Arts du Canada, Ottawa.

L’éventration, ou éviscération, est l'ablation d'une partie ou de la totalité des organes du tractus gastro-intestinal (les intestins, ou viscères), habituellement par une incision horizontale pratiquée dans la région abdominale. L'éviscération peut résulter d'un accident, mais a également été utilisée comme méthode de torture et d'exécution. Dans de telles pratiques, l'éviscération peut s'accompagner d'autres formes de torture ou du prélèvement d'autres organes vitaux. 

## Éviscération dans le domaine de la boucherie et de la chasse
Sur l'animal pêché ou abattu (poisson, gibier abattu à la chasse ou animal abattu en abattoir, à la ferme, etc.), sauf pour les très petits animaux (petits poissons par exemple) le traitement du cadavre commence souvent par une éviscération, laquelle doit répondre à des bonnes pratiques d'hygiène visant à repérer d’éventuelles parasitoses et à éviter de mettre en contact le contenu du tube digestif et en particulier de l'intestin (riche en microbes pathogènes tels que streptocoques et staphylocoques fécaux) avec la chair de l'animal ; Pour le gibier, la panse, le coeur, le foie, les poumons sont extraits et examinés à cette occasion pour évaluer l'état de santé de l'animal. Si l'animal a été tué par balle de plomb (métal toxique), afin de limiter le risque de saturnisme pour le consommateur,, le pourtour de la plaie d'entrée et du parcours de la balle et de ses fragments doit être considéré comme non consommable. 

## Méthode d'exécution
Si une créature vivante est éventrée, elle meurt sauf intervention médicale majeure. Historiquement, l'éviscération a été utilisée comme une forme sévère de peine capitale. Si le tractus intestinal est enlevé seul, la mort s'ensuit après plusieurs heures de douleurs atroces. Cependant, dans certaines formes d'éviscération intentionnelle, la décapitation ou l'ablation du cœur et des poumons accélérerait la mort de la victime.

### Japon
L'éventrement existe au Japon où il est connu sous l'appellation erronée de hara-kiri. Cette méthode de suicide très codifiée dans le Japon médiéval se nomme en fait seppuku. Au Japon, l'éviscération jouait un rôle central comme méthode d'exécution ou de suicide rituel d'un samouraï. En se suicidant par cette méthode, ils étaient considérés comme lavés du déshonneur résultant de leurs crimes. La forme la plus courante d'éviscération était appelée en japonais seppuku (ou, dans le jargon, hara-kiri), littéralement « coupe de l'estomac », c'est-à-dire deux coupures à travers l'abdomen, parfois suivies de l'arrachage de ses propres viscères. L'acte de décapitation par un tiers (kaishaku-nin) a été ajouté ultérieurement à ce suicide rituel afin de raccourcir la souffrance du samouraï, une tentative de rendre le rituel plus humain. Plus tard, le couteau pour l'éviscération n'était plus que symbolique et le condamné était décapité avant qu'il ne puisse l'atteindre. La réalisation d'un crime ou d'un acte déshonorant n'était qu'une des nombreuses raisons de l'exécution du seppuku ; d'autres incluaient l'expiation de la lâcheté, comme moyen de s'excuser, ou à la suite de la perte d'une bataille ou de la reddition d'un château.

### Europe
Elle a été une méthode d'exécution sommaire pratiquée à Rome et en Grèce. Elle nécessitait une mise en œuvre longue et complexe en Orient. Elle fut aussi utilisée pendant les guerres de religion en Europe contre des catholiques. 
L'éviscération est une technique qui fut utilisée par certains criminels, comme Jack l'Éventreur.
Le droit de prélassement est un prétendu droit seigneurial en vertu duquel en France sous l'Ancien régime, un seigneur aurait eu le droit de faire éventrer ses serfs pour s’y réchauffer les pieds. Il fait partie des droits seigneuriaux abusifs recensés au courant du XVIIIe siècle pour dénoncer le système seigneurial, particulièrement pendant la Révolution française, puis par les Républicains lors de la consolidation de la troisième République française, et est aujourd’hui considéré comme n’ayant aucun fondement historique par de nombreux historiens, mais étant une invention du XVIIIe siècle.

## Dans le monde animal
Un mécanisme de défense des holothuries (concombres de mer) consiste à éjecter une grande partie de leurs organes internes : on parle alors d’« éviscération ». L’holothurie continue ensuite ses mouvements respiratoires, drainant l’eau de mer directement dans la cavité générale du corps, et vit quelques semaines au ralenti jusqu’à ce que de nouveaux organes soient régénérés (ce qui peut prendre entre 7 et 145 jours suivant les espèces et les conditions). Ce phénomène n'est observé que chez deux ordres : les Dendrochirotida (qui s'éviscèrent par la bouche) et les Aspidochirotida (qui s'éviscèrent par la partie postérieure ou cloacale). L'éviscération semble également parfois avoir lieu en dehors d'une agression, peut-être dans un but purgatif.
Il ne faut pas confondre ce phénomène à l'éjection par certaines espèces de tubes de Cuvier, qui sont des organes défensifs collants et urticants. 

## Embaumement
Le processus d'embaumement comprend parfois l'ablation des organes internes. La momification, surtout telle que pratiquée par les anciens Égyptiens, impliquait l'ablation des organes internes avant la momification du reste du corps. Les organes prélevés étaient embaumés, stockés dans des bocaux canopes, puis placés dans la tombe avec le corps.
James Cook, lors de son deuxième voyage, a noté une coutume d'embaumement sur certaines des îles du Pacifique que son équipage a visitées, une coutume utilisant l'éviscération transanale :
Nous avons trouvé le corps non seulement entier dans chaque partie, mais, ce qui nous a beaucoup plus surpris, c'est que la putréfaction avait à peine commencé (...) ; bien que le climat soit l'un des plus chauds et que Tee soit mort depuis plus de cinq mois.(...) Telles étaient les remarques de M. Anderson à moi, qui m'a également dit, sur sa demande la méthode pour effectuer cette conservation de leurs cadavres, il avait été informé, que, peu après leur mort, ils étaient éviscérés, en tirant leurs intestins, et autres viscères, au travers de l'anus ; et toute la cavité était alors remplie de tissu ; introduit par la même partie (.....)